# Шиго
Шиго (англ. Shego) — вымышленный женский персонаж мультсериала «Ким Пять-с-плюсом», один из важнейших и наиболее часто используемых в различных эпизодах сериала врагов главной героини, высокоинтеллектуальная и опасная злодейка и мастер боевых искусств, работающая на безумного учёного Драккена.

## Описание персонажа
Шиго (англ. Shego) — взрослая девушка высокого роста, худощавого спортивного телосложения с длинными чёрными волосами, зелёными глазами и бледной кожей с зеленоватым оттенком, одетая обычно в чёрно-зелёный комбинезон. Работает на главного антагониста сериала, безумного учёного доктора Дракена как охранник, боевик, похититель нужных ему артефактов и главный помощник по всем техническим и организационным вопросам. Обладает способностью использовать в бою возникающие на концах её рук светящиеся зелёные энергетические сгустки разрушительного действия, которые может метать, и склонностью к сарказму и насмешкам, жестокой критике всех окружающих, в первую очередь своего работодателя. Имеет склонность и талант к преподаванию, дипломированный педагог, любит демонстрировать своё превосходство в понимании правильного ведения дел.
В повседневной одежде и вечерних платьях Шиго тоже предпочитает зелёный цвет, объясняя это тем, что зелёный — «это классика».

### Предыстория Шиго в сериале
В первом сезоне о Шиго указывалось лишь то, что к моменту знакомства с Ким за свою преступную деятельность Шиго разыскивалась в 11 странах мира, огненные шары на её руках могли интерпретироваться как связанное с её когтистыми перчатками оружие. Однако во втором сезоне появился посвящённый предыстории Шиго эпизод «Go Team Go», где утверждалось, что ранее она вместе с братьями была членом команды супергероев «GO», охранявшей одноимённый город, и в детстве получила от таинственной радужной кометы, упавшей на неё с братьями, суперсилу, каждому — свою. Шиго оказалась слишком умной и волевой, и через некоторое время ей надоело ругаться со своими братьями и она решила использовать свои умения на службе зла. По словам её брата Хиго, она всегда была «капризной, остроязычной и склонной к неоправданной агрессии», зло, с которым Шиго боролась, со временем стало нравиться ей всё больше, и она покинула команду, которая без её руководства распалась.
Ребекка Хайнс считает слова её старшего брата свидетельствующими о том, что предпосылкой «морального падения» любящей «называть вещи своими именими» (англ. saing mean thing - говорить гадости) Шиго была её словесная агрессия.
Тем не менее, какие-то тёплые семейные чувства у неё, возможно, остались: как заметил Драккен, комментируя неудачную попытку Шиго забрать себе суперспособности братьев, в действительности у неё не было желания их предавать.

### Индивидуальность
Шиго иронична. В отношениях с окружающими это чаще всего проявляется в том, что объектом высмеивания становится любой, кто имеет несчастье оказаться заслуживающим её внимания — здесь Шиго не делает поблажек ни друзьям, ни врагам. И если Ким обычно со спартанской стойкостью выдерживает её подколы, то менее уравновешенного Драккена Шиго не составляет особого труда вывести из себя. Похожее ироничное отношение к окружающим есть у её брата Миго, так что возможно речь идёт о наследственной черте характера. Она деловита, очень ценит чёткую организацию, следит за своими финансами, имеет счёт в банке и хорошую кредитную историю.

### Умения и способности

Шиго из будущего «(Ким Пять-с-плюсом: Борьба во времени)»

В команде «GO» Шиго была пилотом реактивного самолёта, при выполнении бесчисленных планов Драккена, её можно обнаружить за управлением самой различной техникой. Где и каким боевым искусствам обучалась Шиго, в сериале не указывается, но она способна в рукопашной схватке обезвредить нескольких хорошо обученных противников. Драккен однажды назвал её ниндзя, но это могло быть простой фигурой речи. Хотя Шиго с лёгкостью, подобно ниндзя, удаётся проникать на высокоохраняемые объекты.
Шиго невероятно живуча: она выходит почти невредимой из-под всех завалин и руин, под которыми оказывается. В финале «Борьбы во времени», Шиго пытается остановить улетающую в воронку времени Ким, в ответ Ким сбрасывает её вниз (по-видимому с башни) — чем закончилось падение для Шиго остаётся неизвестным до сих пор. В финале «Такой драмы», Ким сбрасывает Шиго со скалы на электрическую башню, бьющую её высоковольтным зарядом, многотонное сооружение падает, погребая Шиго под своими обломками. По признанию авторов, им после этого пришлось вводить сцену с находящейся в тюремном фургоне Шиго, только чтобы показать зрителям, что она осталась жива. Диссонанс ситуации заключается в том, что Ким расправляется с Шиго в тот момент, когда планы злодеев уже были сорваны, а сама она пыталась скрыться. На фоне общей гуманности сериала, «смерть» Шиго выглядит неожиданно трагически. По словам режиссёра Стива Лотера, Шиго смогла выжить потому, что «крепкая» (tough), также, как она выжила после грандиозного падения в «Борьбе во времени».
Помимо этого, в отдельных случаях совершала прыжки на десятки метров вверх.

### Личная жизнь
Будучи не способной взять на себя роль матери и хозяйки, Шиго не состоит в браке, но заводит «курортные романы» с мужчинами, согласными на её доминирование в их отношениях. По её словам, работа на Драккена не оставляет ей много времени для свиданий. После попадания под воздействие прибора, менявшего характер на противоположный и превратившего её в добрую, с радостью принимала ухаживания Стивена Баркина, и на время сохранила какие-то чувства к нему даже после обратного превращения, но быстро охладела, спустив на него сторожевых собак. Мультимиллиардер Марти Смарти почти смог соблазнить её своим богатством, но Шиго отвергла его, услышав, как его сын Марти назвал её «новой мамой». Когда Шиго была учителем Джуниора, то их связь, похоже, вышла за рамки отношений наставника и ученика. Воздушный поцелуй, посланный ею своему ученику, стал прощальным жестом, знаменующим расставание. Однако они продолжали неплохо ладить и впоследствии, поскольку Джуниор никогда не оспаривал авторитет Шиго. К числу ухажёров, кому Шиго «разбила сердце», можно отнести и Мото Эда — все попытки завоевать её заканчивались для него одинаково болезненно.

### Хобби и увлечения
Слушает рэп; по-видимому, обладает тонким музыкальным слухом. В частности, только она одна из посетителей не выносит пение Драккена в караоке баре. В то же время, именно пение Баркина стало причиной окончательного разрыва отношений между ними. Также, в свободное от работы время (да и на работе тоже), много времени уделяет загару и СПА-процедурам, однажды из-за этой своей слабости даже угодила в ловушку, подстроенную Электрони́к.

## Роль в сериале
По своему положению в сериале Шиго занимает роль зловещего двойника главной героини Ким Пять-с-плюсом, тёмную сторону её личности, что подразумевает их моральный антагонизм, но в то же время и некоторую изначальную общность. В её образе дихотомически перевоплотились главные положительные черты Ким. При заметном внешнем сходстве они обе умнее окружающих, но противоположны как личности: если Ким милая и дипломатичная, то Шиго откровенная и саркастичная. Она наслаждается использованием своей суперсилы, навыков боевых искусств и интеллектуальных подколов против всех, кто пытается остановить её злодеяния. Ирония и злодейство неразрывно переплелись в её натуре, предопределив судьбу в качестве суперзлодея.

### Отношения с доктором Драккеном
Внутри сериала Шиго, по замыслу авторов, должна была создать в отношениях с Драккеном причудливое отражение на злодеев имеющихся у Ким с Роном отношений вида: «компетентная женщина — мужчина-растяпа».
Когда Драккен принимал Шиго на работу, то он вряд ли полагал, что станет излюбленной жертвой её иронии. Но в то же время Шиго обычно неукоснительно выполняет его указания, сколь нелепыми они бы ей не казались, став совершенно незаменимым помощником. Со временем они образуют столь прочный тандем, что каждый незамедлительно приходит на выручку другому в минуту опасности. Общему сближению по-видимому немало способствовал тот факт, что Шиго не только работает на Драккена, но ещё и живёт с ним под одной крышей и по этой причине вынуждена проникаться его житейскими проблемами. Сам Драккен характеризовал Шиго как члена своей «злой семьи», а в рождественском поздравлении ей интимно подписывался «твой злодей доктор Драккен». Шиго же любит называть Драккена уменьшительно «доктор Ди». Но не следует считать их отношения слишком близкими. Шиго передёргивает лишь от одной мысли о возможности связи с Драккеном. Драккен же не знает куда ему деться, когда под воздействием чипа по управлению настроением Шиго вдруг открыто начинает проявлять к нему нежные чувства. Время от времени Шиго предпочитает отдыхать от Драккена на курортах, но всегда возвращается обратно.
На протяжении всего сериала Шиго и Драккен практически не говорят прямо о своём отношении друг к другу, судить о нём можно чаще лишь по их поступкам и вскользь оброненным фразам. В последней серии видно, что они намеренно избегают показывать свои чувства, хотя это заметно практически всем, несмотря на возражения самой Шиго. Чуть позже когда Ким замечает, что Шиго не всё равно, что происходит с Драккеном, злодейке возразить уже нечего. Финальный шаг к сближению делает своего рода альтер эго Драккена — цветок-мутант заключивший его в объятия с Шиго, которым оба не сопротивляются, после чего остаётся предположить что они возможно в итоге стали парой.

### Отношения с Ким Пять-с-плюсом
Шиго любит пренебрежительно насмехаться над Ким, однако в то же время и по приказу Драккена и по личной инициативе она неоднократно пыталась убить её различными, зачастую изощрёнными способами. В свою очередь Шиго стала единственным из злодеев заслужившим ненависть Ким, что едва не стоило ей жизни, когда Ким сбросила её на электрическую башню. Также в школьном шкафчике Ким на видном месте висят две фотографии — Шиго и Драккена, очевидно отдавая дань им как наиболее опасным своим противникам. Со временем идея физического устранения Ким кажется перестаёт вызывать у Шиго прежний энтузиазм. Шиго даже, случается, ревностно защищает Ким, порою от смертельной опасности, объясняя, что победить «Кимми» это только её личная прерогатива. Когда под воздействием обратного поляризатора Шиго становится доброй, то между ней и Ким обнаруживается столько много общего, что они становятся лучшими подругами, но после возвращения прежней Шиго никто из них особенно не сожалеет об утраченной дружбе.

## Работа над персонажем
В первоначальной версии пилотного эпизода Шиго отсутствовала. Роль с самого начала была рассчитана на Николь Салливан, которую авторы знали по работе над мультфильмом «Базз Лайтер». Согласно первоначальному авторскому замыслу, Шиго отводилась роль простого «напарника» злодея Драккена, через которую повторялись бы имеющиеся между Ким и Роном отношения компетентной женщины и растяпы-мужчины, а её характерные цвета, сочетание зелёного и чёрного, были выбраны просто как «ужасное», по их мнению, цветовое сочетание. Однако, когда Николь Салливан в паре с Джо Ди Маджио начала озвучивать диалоги Шиго с Драккеном, голос Драккена упал, Шиго начала подавлять его своим умом и сарказмом, и в результате было решено сделать главной отличительной чертой их отношений, самым смешным в них то, что Шиго едва может терпеть своего босса.
В работе над персонажем Николь Салливан старалась подчеркнуть забавность и ум своей героини, и в начале второго сезона настояла на изменениях в сценарии ради этого.
В дальнейшем популярность Шиго заставляла авторов сериала постоянно включать её в новые серии, и даже вставить её в новую редакцию пилотного эпизода «Crush». Шиго оставалась наиболее часто используемой злодейкой до конца сериала, несмотря на постоянные старания авторов придумывать новых, альтернативных злодеек.

## Образ персонажа за пределами сериала
За пределами франшизы появляется в серии «Rufus: Experiment 607» мультсериала «Лило и Стич». Также является персонажем ряда видеоигр. Существует многочисленный фан-арт посвящённый Шиго. Были выпущены её игрушки. Издание Buzzfeed приводило на своих страницах шуточные тесты на соответствие героям сериала, при этом Шиго описывалась как очень жёсткая, потому что всегда знает что хочет и как это получить, и что она постоянно оскорбляет собеседников, но имеет чёткие понятия о морали.

### Проблематика образа в социокультурном аспекте
Образ Шиго использовался в исследовании отражения в массовой культуре феминистических страхов американского общества. В работе Ребекки Хайнц отмечалось, что, несмотря на появление в современной массовой культуре позитивного образа успешной интеллектуальной женщины, существует ряд неписаных правил, следование которым обязательно для социализации, что хорошо видно на примере дихотомии Ким Пять-с-плюсом и Шиго. Если Ким — стереотипное воплощение хорошей девушки, вежливой и милой в общении с людьми, то Шиго последовательно саркастична и откровенна в своих суждениях по отношению к окружающим, что очевидно, ещё с детства предопределило её статус социального изгоя. Отверженное положение умных, но «острых на язык» («smartmouthed») девочек служит поучительной иллюстрацией того, что если они хотят быть приняты обществом, то должны смягчить проявления своего характера до приемлемого уровня. В ином случае на примере Шиго, представленной в качестве утратившего моральные ориентиры злодея, мы видим, что демонстрация интеллекта девушкой не будет приветствоваться. Лидерство и интеллектуальные способности только тогда признаются социумом за женщиной, когда она, подобно Ким, соответствует мифологическому архетипу «хорошей матери». Если же она пренебрегает установленными для её статуса нормами поведения, иронизирует и открыто высказывает своё негативное мнение другим, то её ум может быть принят как следствие порочности или недостатка женственности. Таким героиням, как Шиго, свободно выражающим свои мысли, в мультипликации отведена роль отвергаемого обществом изгоя.

## Иные появления

### В других сериалах
Шиго появляется в 8-й серии 2-го сезона мультсериала «Лило и Стич», в которой вместе с доктором Драккеном похищает Стича для Хомяксвиля.

### В кино
Шиго на большом экране исполнила Тейлор Ортега в фильме Ким Пять-с-плюсом 2019 года.

## Критика
В финальном поединке третьего сезона между Шиго и Ким критиками был отмечен нетипично высокий для детского шоу уровень насилия и жестокости.